# En liten julsaga
En liten julsaga är en svensk barnfilm från 1999 av Åsa Sjöström och Mari Marten-Bias Wahlgren. Filmen handlar om en liten flickas nallebjörn som tappas i tunnelbanan och via en rad osannolika händelser återvänder till henne.

## Handling
Den lilla flickan Ina tappar sin älskade nalle Nonno vid trängseln i tunnelbanan en dag i december efter att ha varit och handlat med sin mamma Isabella. En gammal gubbe med hund hittar Nonno och lämnar in nallen på posten där nallen råkar ramla ner i en postsäck till Kiruna där postsorteraren Anna hittar nallen och tar med sig den hem.
På vägen tillbaka till jobbet tappar Anna nallen som sedan hittas av den förbipasserande Pekkas hund. Pekka skickar in den borttappade nallen till sin lokala TV-station i Luleå som visar upp den i sändning och frågar efter upplysningar om vem som kan tänkas äga den. Men efter ett kommunikationsstrul hamnar nallen istället i soporna.
När sopgubbarna senare ska hämta soporna plockar de upp nallen som sticker upp ur sopsäcken och hänger upp den på sopbilens baksida. Nallen lossnar dock från sopbilen innan de hinner köra ut ur stan och pojken Per-Olof hittar den. Men när Per-Olof blir retad för nallen av två flickor blir han så arg att han kastar ner den från en bro varvid nallen landar på taket till en lastbil på väg till Stockholm. När lastbilschauffören ska stanna och tanka, faller Nonno ner på honom och han bestämmer sig för ge den till sin flickvän. Senare stjäls nallen och säljs till en antikhandel.
Lite senare kommer Inas storebror Jakob hem från Amerika och har förlorat väskan med alla julklapparna i på Arlanda. På jakt efter nya julklappar hittar Jakob Nonno i antikhandeln och köper den så Ina och Nonno till slut kan återförenas med varandra på julafton.

## Rollista
- Lisa Malmborg – flickan Ina
- Gunilla Röör – Isabella, Inas mamma
- Thomas Hedengran – Inas pappa
- Jesper Salén – Jakob, Inas storebror
- Lasse Petterson – man som hittar nallen i T-banan
- Pia Johansson – postkassörska
- Britta Rudefors – dam på posten
- Elisabeth Heilmann Blind – Anna, postsorterare i Kiruna
- Kjell Henriksson – Annas postsorterarkollega
- Siri Henriksson – Annas postsorterarkollega
- Irene Isaksson – Annas postsorterarkollega
- Maria Langhammer – dagisfröken
- Sandra Kassman – lucia på dagis
- Åke Lindman – Pekka
- Anders Mannela – Anders
- Anguteeraq Blind – Ola
- Maria Blind – mormor i Kiruna
- Lisa Henriksson – lucia i Kiruna
- Jonah Gardner – tonåring på bussen
- Nisse Sundius – Per Olof, pojke i Luleå
- Lovisa Tuller – fnissande flicka i Luleå
- Matilda Johansson – fnissande flicka i Luleå
- Michaela Granit – studioreporter i Luleå
- Peter Plynning – tv-reporter i Luleå
- Urban Bergsten – tv-tekniker
- Alexander Borodin – städare
- Olof Rhodin – sopåkare i Luleå
- Ulf Samuelsson – sopåkare i Luleå
- Anders Lönnbro – lastbilschaufför
- Ing-Marie Carlsson – lastbilschaufförens flickvän
- Daniella Gordon – rödhårig flicka som knycker nallen
- Jörgen Lantz – antikhandlare som köper nallen
- Roberto Gonzalez – lodis vid antikhandelns fönster
- Joachim von Rost – resande man på Arlanda
- Zakaria Bouazza – tjänsteman på Arlanda
- Ingrid Luterkort – farmor
- Gösta Bredefeldt – morfar

## Produktion
Filmen producerades av FilmHaus i samproduktion med Sveriges Television och Juniper Films. Produktionen mottog produktionsstöd på 65 327 euro från Finlands filmstiftelse.

### Förproduktion

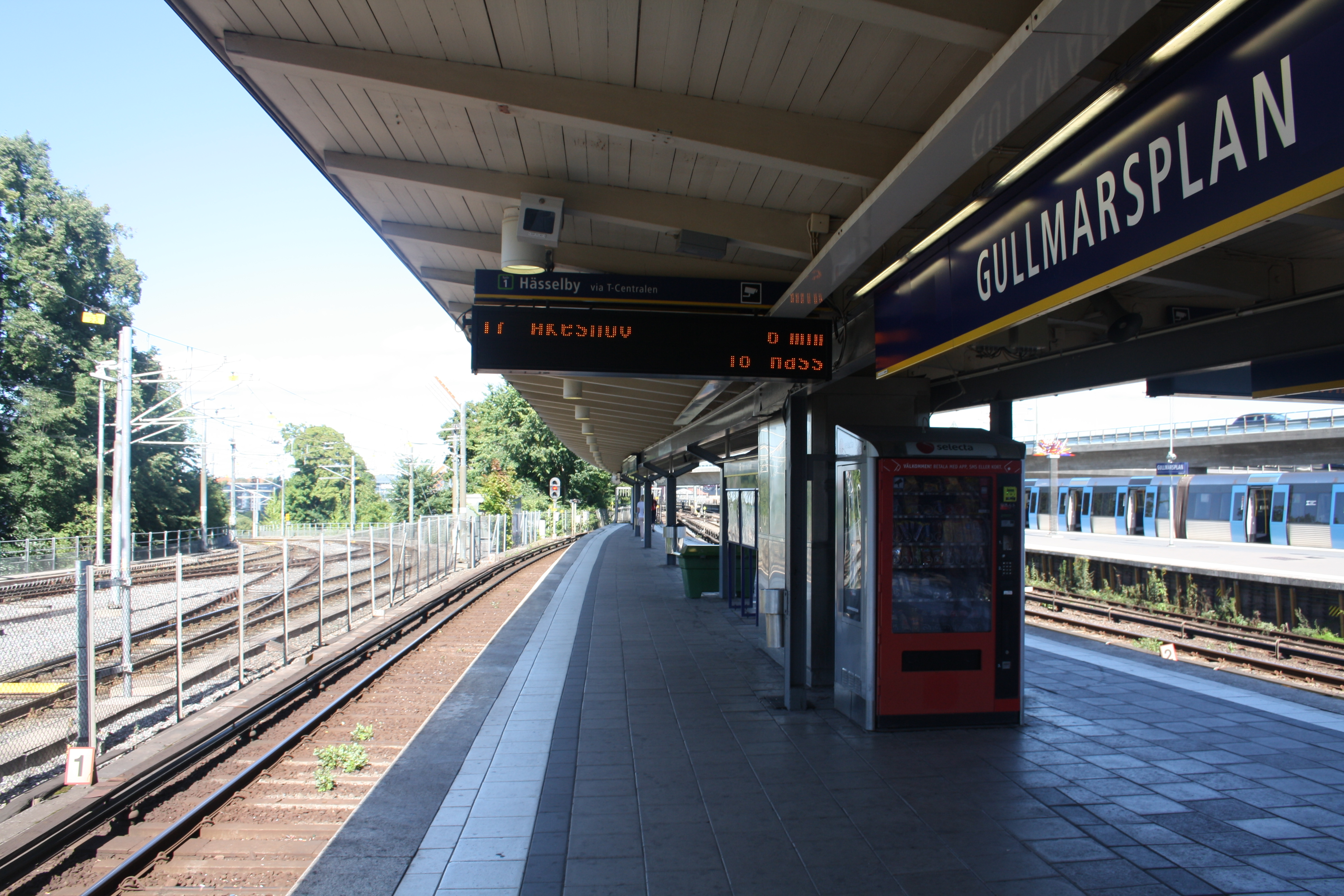
Perrongen på Gullmarsplans tunnelbanestation där Åsa Sjöström fick idén till filmen

Åsa Sjöström har berättat att hon fick idén till filmen när hon såg en lapp om en borttappad nalle på Gullmarsplans tunnelbanestation. Sjöström som hade läst böcker av John Cleese kopplade då ihop hur mycket en nalle betyder för ett litet barn med en nyligen utannonserad tävling och bestämde sig för att skriva ett manus att skicka in. Sjöström tog då kontakt med den tidigare arbetskollegan Mari Marten-Bias Wahlgren som tänkt på sopåkare som åker runt och samlar på borttappade nallar.
Åsa Sjöström och Mari Marten-Bias Wahlgren skickade in sitt manus till en tävling som arrangerades av BUFF Filmfestival och Svenska Filminstitutet för "bästa manus för små barn". Bidraget vann priset bästa manus och erhöll 100 000 kronor för att finansiera filmens produktion. I tävlingen deltog runt 150 manus.
Efter att ha fått finansiering för att inleda produktionen började Sjöström och Marten-Bias Wahlgren leta efter en passande nalle som inte skulle vara för ny, unik och "rörlig på ett visst sätt". Efter att inte ha hittat en lämplig nalle sydde istället Marten-Bias Wahlgren nallen för hand vilket tog runt 15 timmar. Det syddes även några identiska stuntnallar vilket tog runt två veckor att färdigställa.

### Inspelning
Filminspelningarna inleddes i januari 1999. Filmen spelades bland annat in i Filmstaden i Råsunda innan de byggde om och blev då den sista filmen som spelades in i de gamla lokalerna.
Enligt regissören av den finskspråkiga dubbningen Lenka Hellstedt producerades filmen med hänsyn till dubbning till andra språk. Personerna pratar ganska mycket utanför bild, vilket undviker de största besvären med läppsynk vid dubbning av live-action film.

## Distribution

### I Sverige
Filmen hade smygpremiär i Kiruna 29 oktober 1999 för att sedan gå upp på bio i över 45 orter 5 november samma år och sedan i resten av Sverige 26 november.
SVT1 visade filmen juldagen 2000 för att sedan visa filmen vid juletid flera år framöver. Filmen har även utgetts på VHS och DVD av bland annat Triangelfilm och Sandrew Metronome.
Soundtracket som komponerats av Ale Möller utgavs 1999 på CD och kassett av Bonniers Music med berättelsen uppläst av Tomas von Brömssen.

### Internationellt
I Finland hade filmen biopremiär 10 december 1999 och har senare visas på Yle TV1 under titeln Nunnu-nalles äventyr. Filmen hade biopremiär i Tyskland den 30 november 2000 och i Norge den 8 december 2000.

## Mottagande

### I Sverige
Filmen sågs av 8 583 biobesökare i Sverige och fick ett gott mottagande av kritiker. Aftonbladets recensent Jens Peterson förutspådde att filmen skulle bli en blivande julklassiker och beskrev den som "mycket skickligt berättad" med "bra skådespelare och vackra bilder" medan Svenska Dagbladets recensent Jeanette Gentele beskrev filmen som en "alldeles förtjusande film som inte släpper greppet om vare sig barn eller vuxna". Även Göteborgs-Postens recensent Maria Domellöf gav filmen 4 av 5 i betyg.
Filmen visades på skolbio som då fanns i 164 av Sveriges 289 kommuner och sågs där av 650 000 besökare.

### Internationellt
Filmen fick ett gott mottagande av internationella kritiker och publik. I Norge sågs filmen av 25 672 biobesökare och i Finland av 12 849 biobesökare.
Astrid Kolbjørnsen på Bergens Tidende gav filmen 5 av 6 i betyg och beskrev filmen som en charmerande och söt klassiker. Redaktionen på cinema.de gav filmen 5 av 5 i betyg och beskrev filmen som en "tyst och känslomässigt iscensatt film som en stor överraskning för de små vid det stora firandet."
Minna Karila på MTV Uutiset beskrev filmen som en "motvikt till de explosiva ljudeffekterna och det snabba tempot som dominerar moderna animationer" och "en lugn julberättelse om en liten flicka och hennes älskade nalle." Karila ansåg filmen mestadels rikta sig till små barn runt 4-5 år och att filmens längd på knappt en timme var utmärkt för så små barns koncentrationsförmåga. Karila beskrev 9-åriga Mette Kahlo (som gjorde rösten till Ina i den finska versionen) som pigg. Karila skrev av "Äventyret utspelar sig i lugn takt, utan Disneyfilmernas turbulenta dramatik och svindlande takt. Personerna i filmen är vanliga småstadsbor, vissa kanske lite konstiga, men alla förvånansvärt ofarliga och godhjärtade".
Kristin Aalen Hunsager på Aftenbladet beskrev filmen som påhittig och perfekt för både små och vuxna. Aalen Hunsager gillade också skådespelarna och karaktärerna de spelade.
| ”                       | Lisa Malmborg är utmärkt i rollen som Ina och förmedlar fint sorgen över att nallen är borta. Det är befriande att hennes föräldrar framställs som ganska normalstressade inför jul, men som ändå kan njuta, inte bedövande vackra, utan fulla av ömhet för varandra. Regissörerna Åsa Sjöström och Mari Marten-Bias Wahlgren väver elegant in hur exalterad den lilla familjen är över att pappans tonårsson från ett tidigare förhållande ska komma på besök till jul. Det här är en varm film, rik på stämningar från det vindpinade norr och den folkrika metropolen Stockholm. | „ |
| – Kristin Aale Hunsager | |   |

Roland Mörchen på Filmdienst drog paralleller mellan handlingen där en nallebjörn försvinner och dess resa till sin rätta ägare med filmer som Autostrada av Helmut Käutner där en bil byter ägare och Winchester '73 av Anthony Mann där ett gevär byter händer flera gånger. Han drog också paralleller med bilderboken Das kleine Lumpenkasperle av Michael Ende där en pojke kastar bort sin docka på en tågstation och av en slump sedan får tillbaka dockan.
| ”                | Den här magiska, nästan en timme långa filmen berättar sin hjärtskärande men inte skrämmande historia på ett behagligt ospektakulärt sätt. Detta garanteras av den lilla huvudskådespelerskans naturliga skådespeleri samt den tysta produktionen som kärleksfullt länkar ihop hennes scener. Noonoos öde och Inas liv efter förlusten av sin nallebjörn berättas parallellt, medan öppna luckor i barnets adventskalender avslöjar symboler som syftar till Noonoos nuvarande plats. Från början tar filmen in i bilden den nära relationen mellan Ina och hennes lilla björn. Utan att veta om det får hon nästan tillbaka honom flera gånger, men det dyker alltid upp något. Riktningen spårar barnets uppfattning om besvikelse och ilska till den långsamt återkommande, om än grumlade, normaliteten på ett underbart lugnt sätt. Det subtila dockspelet ger vardagen en sagolik charm och i bilderboken ser Ina vad som verkligen sker på julafton: hennes storebror överlämnar nallen. | „ |
| – Roland Mörchen | |   |

## Originalcitat
1. ↑  Lisa Malmborg er utmerket i rollen som Ina og får fint fram sorgen over at bamsen er borte. Befriende er det at foreldrene hennes skildres som passe normale stressa før jul, men likevel i stand til å glede seg, ikke smellvakre, men fulle av ømhet for hverandre. Elegant fletter regissørene Åsa Sjöström og Mari Marten-Bias Wahlgren inn hvor spent den lille familien er på at farens tenåringssønn fra et tidligere forhold skal komme på besøk til jul. Dette er en varm film, rik på stemninger fra det forblåste nord og den folkerike storbyen Stockholm.
2. ↑  Dieser zauberhafte, knapp einstündige Film erzählt seine herzzerreißende, aber nicht rührselige Geschichte wohl tuend unspektakulär. Dafür bürgt das natürliche Spiel der kleinen Hauptdarstellerin genauso wie die leise Inszenierung, die ihre Szenen liebevoll miteinander verknüpft. Noonoos Schicksal und Inas Leben nach dem Verlust ihres Teddys werden parallel erzählt, während geöffnete Fenster im Adventskalender des Kindes Bildsymbole freigeben, die auf Noonoos aktuellen Aufenthaltsort verweisen. Von Beginn an bringt der Film die enge Beziehung zwischen Ina und ihrem kleinen Bären ins Bild. Ohne es zu ahnen, hat sie ihn verschiedene Male fast wieder, doch kommt immer etwas dazwischen. Wunderbar unaufgeregt spürt die Regie der kindlichen Wahrnehmung von Enttäuschung über Zorn bis zur langsam wiederkehrenden, wenn auch getrübten Normalität nach. Der dezente Puppentrick verleiht dem Alltag einen märchenhaften Charme, und im Bilderbuch sieht Ina vorgezeichnet, was am Heiligabend wirklich geschieht: Ein großer Bruder überreicht den Teddy.